# ياغ كوشفادا 26
ياغ كوشفادا 26 (JG 26) شلاجيتر (السرب المقاتل 26) كان جناح مقاتل ألمانيً - في الحرب العالمية الثانية. عمل بشكل رئيسي في أوروبا الغربية ضد بريطانيا العظمى وفرنسا والولايات المتحدة، ولكنه شارك أيضًا أيضا في الحرب ضد الاتحاد السوفيتي. سميت على اسم ألبرت ليو شلاجيتر، وهو بطل ألماني الحرب العالمية الأولى وعضو في فرايكوربس اعتقل وأعدم على يد الفرنسيين لتخريبه خطوط السكك الحديدية في عام 1923.

## التاريخ العملياتي
تم تشكيل المجموعة المقاتلة الأولى والثانية JG 26 في 1 مايو 1939 في Odendorf وألبين من ياغ كوشفادا 132 الأول والثاني (JG 132). في البداية كان لديهم قوة من ثلاثة أسراب لكل مجموعة، ولكن في عام 1943 زادت قوتهم إلى أربعة. تشكلت المجموعة الثالثة في 23 سبتمبر 1939 في Werl من أجزاء من الأول والثاني لياغ كوشفادا 26. وشهدت أيضًا زيادة قوتها من ثلاثة إلى أربعة أسراب في عام 1943. تم تشكيل المجموعة الرابعة في 25 فبراير 1945 في Varrelbusch من المجموعة الثالثة/ ياغ كوشفادا 54

### الحملة في الغرب
شارك ياغ كوشفادا في معركة فرنسا من 10 مايو 1940 فصاعدًا، مستخدما مقاتلة مسرشميت بي اف 109. للمساعدة في التعرف على الوحدة كانت طائرتهم ملونة باللون الأصفر. وهكذا تم طلاء جميع الطائرات بالكامل.  ادعت ياغ كوشفادا إسقاط 160 طائرة فرنسية وبريطانية، مما أسفر عن خسائر طفيفة نسبيًا بمقتل 17 طيارًا.  بعد سقوط فرنسا شارك ياغ كوشفادا 26 في معركة بريطانيا، الواقعة في منطقة باد كاليه. في أواخر أغسطس، أصبح من الواضح للقيادة العليا الألمانية أن معركة بريطانيا لم تكن كما هو مخطط لها. اقال غورينج المحبط العديد من كوشفادا كومودوغه من مناصبهم، وعين رجالًا أصغر سنا وأكثر عدوانية في مكانهم.  وهكذا تم إعطاء الرائد أدولف جالاند قيادة ياغ كوشفادا 26 في 22 أغسطس 1940. خلال معركة بريطانيا، ادعت كوشفادا كومودوغه إسقاط 285 مقاتلة مقابل خسارة 76 طائرة و45 طيارًا قتلوا، و29 أسير حرب. 

## القادة

### كوشفادا كومودوغه
| • أوبرست إدوارد ريتر فون شليش | 1 نوفمبر 1938  | - | 9 ديسمبر 1939 |
| • الرائد هانز هوغو ويت        | 14 ديسمبر 1939 | - | 23 يونيو 1940 |
| • الرائد جوتهارد هاندريك      | 24 يونيو 1940  | - | 21 أغسطس 1940 |
| • * المقدم أدولف جالاند       | 22 أغسطس 1940  | - | 5 ديسمبر 1941 |
| • الرائد غيرهارد شوبفل        | 6 ديسمبر 1941  | - | 10 يناير 1943 |
| • أوبرست جوزيف بريلر          | 11 يناير 1943  | - | 27 يناير 1945 |
| • الرائد فرانز جوتز           | 28 يناير 1945  | - | 7 مايو 1945   |

### المجموعة الأولى لياغ كوشفادا 26
| • هاوبتمان أوسكار دينورت      | 20 فبراير 1936 | - | 15 مارس 1937  |
| • هاوبتمان والتر جرابمان      | 16 مارس 1937   | - | 10 مايو 1938  |
| • هاوبتمان كارل هاينز ليزمان ‏ | 11 مايو 1938   | - | 12 يوليو 1938 |
| • الرائد جوتهارد هاندريك      | 13 يوليو 1938  | - | 23 يونيو 1940 |
| • هاوبتمان كيرت فيشر          | 24 يونيو 1940  | - | 21 أغسطس 1940 |
| • هاوبتمان رولف بينجل         | 22 أغسطس       | - | 10 يوليو 1941 |
| • الرائد يوهانس سيفرت         | 11 يوليو 1941  | - | 31 مايو 1943  |
| • هاوبتمان فريتز لوسيجكيت     | 1 يونيو 1943   | - | 22 يونيو 1943 |
| • هاوبتمان كارل بوريس         | 23 يونيو 1943  | - | 14 مايو 1944  |
| • هاوبتمان هيرمان ستايجر      | 15 مايو 1944   | - | 31 يوليو 1944 |
| • الرائد كارل بوريس           | 1 أغسطس 1944   | - | 7 مايو 1945   |

### المجموعة الثانية لياغ كوشفادا 26
| • الرائد إدوارد ريتر فون شليش   | 15 مايو 1937   | - | 31 أكتوبر 1938 |
| • هاوبتمان فيرنر بالم           | 1 نوفمبر 1938  | - | 27 يونيو 1939  |
| • هاوبتمان Herwig Knüppel       | 28 يونيو 1939  | - | 19 مايو 1940   |
| • هاوبتمان كارل إيبيجهاوزن      | 20 مايو 1940   | - | 31 مايو 1940   |
| • هاوبتمان إريك نواك            | 1 يونيو 1940   | - | 24 يوليو 1940  |
| • هاوبتمان كارل إيبيجهاوزن      | 25 يوليو 1940  | - | 16 أغسطس 1940  |
| • هاوبتمان إريك بودي            | 17 أغسطس 1940  | - | 3 أكتوبر 1940  |
| • هاوبتمان والتر أدولف          | 4 أكتوبر 1940  | - | 18 سبتمبر 1941 |
| • هاوبتمان يواكيم مونشبرغ       | 19 سبتمبر 1941 | - | 21 يوليو 1942  |
| • هاوبتمان كوني ماير            | 22 يوليو 1942  | - | 2 يناير 1943   |
| • الرائد فيلهلم فرديناند جالاند | 3 يناير 1943   | - | 17 أغسطس 1943  |
| • هاوبتمان يوهانس ناومان        | 18 أغسطس 1943  | - | 8 سبتمبر 1943  |
| • المقدم يوهانس سيفرت           | 9 سبتمبر 1943  | - | 25 نوفمبر 1943 |
| • الرائد فيلهلم جث              | 26 نوفمبر 1943 | - | 1 مارس 1944    |
| • هاوبتمان يوهانس ناومان        | 2 مارس 1944    | - | 28 يونيو 1944  |
| • هاوبتمان إميل لانغ            | 29 يونيو 1944  | - | 3 سبتمبر 1944  |
| • هاوبتمان جورج-بيتر إيدر       | 4 سبتمبر 1944  | - | 8 أكتوبر 1944  |
| • الرائد أنطون هاكل             | 9 أكتوبر 1944  | - | 29 يناير 1945  |
| • المقدم فالديمار رادينر        | 30 يناير 1945  | - | 22 فبراير 1945 |
| • هاوبتمان بول شودر             | 23 فبراير 1945 | - | 1 مايو 1945    |

### المجموعة الثالثة لياغ كوشفادا 26
| • هاوبتمان والتر كينتز         | 23 سبتمبر 1939 | - | 31 أكتوبر 1939 |
| • الرائد إرنست فرايهر فون بيرغ | 1 نوفمبر 1939  | - | 5 يونيو 1940   |
| • الرائد أدولف جالاند          | 6 يونيو 1940   | - | 20 أغسطس 1940  |
| • الرائد غيرهارد شوبفل         | 21 أغسطس 1940  | - | 5 ديسمبر 1941  |
| • هاوبتمان جوزيف بريلر         | 6 ديسمبر 1941  | - | 10 يناير 1943  |
| • هاوبتمان فريدريش جيسهاردت    | 11 يناير 1943  | - | 6 أبريل 1943   |
| • هاوبتمان كورت روبرت          | 7 أبريل 1943   | - | 13 يونيو 1943  |
| • هاوبتمان رولف هيرميشن        | 15 يونيو 1943  | - | 4 يوليو 1943   |
| • الرائد كلاوس ميتوش           | 5 يوليو 1943   | - | 17 سبتمبر 1944 |
| • هاوبتمان بول شودر            | 18 سبتمبر 1944 | - | 26 سبتمبر 1944 |
| • هاوبتمان والتر كروبنسكي      | 27 سبتمبر 1944 | - | 25 مارس 1945   |

### المجموعة الرابعة لياغ كوشفادا 26
| • الرائد رودولف كليم | 25 فبراير 1945 | - | 17 أبريل 1945 |

### اقتباسات
1. ↑  JG26 "The Abbeville Boys" Luftwaffe Fighter Unit in WWII نسخة محفوظة 2020-04-05 على موقع واي باك مشين.
2. 1 2  Caldwell 1991.
3. ↑  Deighton 1977.
4. 1 2 3 4 5 6 7 8 9 10 11 12 13 14 15 16 17 18 19 20 21 22 23 24 25 26 27  Caldwell 1996.
5. 1 2 3 4 5 6 7 8 9 10 11 12 13 14 15 16 17 18 19 20 21 22 23  Caldwell 1998.

### قائمة المراجع
- Caldwell، Donald L. (1991). JG 26: Top Guns of the Luftwaffe. New York: Ivy Books. ISBN:978-0-8041-1050-1.
- Caldwell، Donald L. (1996). The JG 26 War Diary: Volume One 1939–1942. London, UK: Grubstreet. ISBN:978-1-898697-52-7.
- Caldwell، Donald L. (1998). The JG 26 War Diary: Volume Two 1943–1945. London: Grub Street. ISBN:978-1-898697-86-2.
- Deighton، Len (1977). Fighter: The True Story of the Battle of Britain. Pimlico. ISBN:978-0-7126-7423-2.
- Delve، Ken (2007). The Story of the Spitfire: An Operational and Combat History. London, UK: Greenhill books. ISBN:978-1-85367-725-0.
- Norman Franks (1979). Dieppe -The Greatest Air battle, Kember Books
- Franks، Norman L R (1998). Royal Air Force Losses of the Second World War. Volume 2. Operational Losses: Aircraft and crews 1942–1943. Midland Publishing Limited. ISBN:1-85780-075-3.
- Fronhöfer, Willy. 9. Staffel/Jagdgeschwader 26: the Battle of Britain photo album of Luftwaffe fighter pilot Willy Fronhöfer. Schiffer Publishing. 2005. (ردمك 0-76432-335-0)